# Попцово (Псковская область)
Попцово — деревня в Опочецком районе Псковской области. Входит в состав Матюшкинской волости.
Расположена в 25 км к северу от города Опочка и в 3 км к югу от волостного центра, деревни Матюшкино.
Численность населения составляет 10 жителей (2000 год).